# Утакмице фудбалске репрезентације Мађарске 1922.
| Домаћин · 1922 | Гост · 1922 |

Фудбалска репрезентација Мађарске је током 1922. године одиграла осам званичних и једну незваничну утакмицу. У три домаћа сусрета репрезентација Мађарске остварила је један реми и један пораз против Аустрије и један реми против Швајцарске. Ипак, репрезентација је у пет гостовања остала непоражена, уз три ремија и две победе. Противници: Пољска, Аустрија и на северној турнеји у јулу: Немачка, Шведска, Финска.
Савезни капетан националног тима је био:
- Ђула Киш

## Утакмице
| Мађарска   | 1 : 1 (0 : 1) | Аустрија  |
| ---------- | ------------- | --------- |
| Молнар 51’ | Извештај      | Јисда 44’ |

| Пољска | 0 : 3 (0 : 2) | Мађарска                             |
| ------ | ------------- | ------------------------------------ |
|        | Извештај      | Јене Зајдн 20’ · Михаљ Шолти 42’ 77’ |

| Мађарска | 1 : 1 (0 : 1) | Швајцарска |
| -------- | ------------- | ---------- |
| Блум 63’ | Извештај      | Меркт 19’  |

| Немачка | 0 : 0    | Мађарска |
| ------- | -------- | -------- |
|         | Извештај |          |

| Шведска           | 1 : 1 (1 : 0) | Мађарска   |
| ----------------- | ------------- | ---------- |
| Фогл III 44’ (аг) | Извештај      | Хирцер 77’ |

| Финска    | 1 : 5 (0 : 1) | Мађарска                                               |
| --------- | ------------- | ------------------------------------------------------ |
| Келин 56’ | Извештај      | Ерне Шварц 22’ 83’ · Фогл II 64’ (11) · Патаки 79’ 81’ |

| Аустрија               | 2 : 2 (1 : 1) | Мађарска       |
| ---------------------- | ------------- | -------------- |
| Кутан 16’ · Весели 80’ | Извештај      | Прибој 22’ 70’ |

| Мађарска   | 1 : 2 (1 : 0) | Аустрија                 |
| ---------- | ------------- | ------------------------ |
| Молнар 21’ | Извештај      | Сватош 59’ · Кованда 66’ |

## Незваничне утакмице
| Централна Немачка                   | 3 : 5 (1 : 3) | Мађарска                                                |
| ----------------------------------- | ------------- | ------------------------------------------------------- |
| Рејзман 42’ · Лип 46’ · Пендорф 74’ | Извештај      | Јожеф Браун 12’ · Ференц Хирцер 27’ 33’ 73’ · Опата 52’ |

Састав репрезентације Мађарске на 81. утакмици
Јанош Неухаус, Геза Такач I, Ђула Манди, Вилмош Кертес II, Габор Обиц, Золтан Блум, Золтан Опата, Ђерђ Молнар, Ђерђ Орт, Јене Сеиден, Иштван Тот Потја
- Селектор: Ђула Киш[2]

Састав репрезентације Мађарске на 82. утакмици
Јанош Неухас, Ференц Заћко, Лајош Ковач, Јожеф Сабо, Габор Компоти Клебер, Јожеф Томечко, Карољ Михаљ Кацер, Изидор Ражо, Иштван Прибој, Јене Сеиден, Михаљ Шолти 
- Селектор: Ђула Киш[3]

Састав репрезентације Мађарске на 83. утакмици
Ференц Фехер, Карољ Фогл II, Ђула Манди  47’ (Лајош Ковач  47’), Вилмош Кертес II, Јожеф Сабо, Золтан Блум, Нандор Паулус, Тивадар Јелинек, Ђерђ Орт  68’ (Лајош Коша  68’), Ференц Хирцер, Арпад Вајс
- Селектор: Ђула Киш[4]

Састав репрезентације Мађарске на 84. утакмици
Ференц Фехер, Карољ Фогл II, Јожеф Фогл III,  Вилмош Кертес II, Ђула Манди, Золтан Блум, Нандор Паулус, Ерне Шварц, Ђерђ Молнар, Ференц Хирцер, Реже Химер
- Селектор: Ђула Киш[5]

Састав репрезентације Мађарске на 85. утакмици
Ференц Фехер, Карољ Фогл II, Јожеф Фогл III,  Вилмош Кертес II, Ђула Манди, Золтан Блум, Нандор Паулус, Ђерђ Молнар, Михаљ Патаки, Јожеф Шалер, Ференц Хирцер
- Селектор: Ђула Киш[6]

Састав репрезентације Мађарске на 86. утакмици
Ференц Фехер, Карољ Фогл II, Јожеф Фогл III, Јожеф Сабо, Ђула Злоћ, Золтан Блум, Нандор Паулус, Ерне Шварц, Михаљ Патаки, Ференц Хирцер, Реже Химер
- Селектор: Ђула Киш[7]

Састав репрезентације Мађарске на 87. утакмици
Игнац Амшел, Карољ Фогл II, Јожеф Фогл III,  Вилмош Кертес II, Ђула Тот, Шандор Пеич, Нандор Паулус, Јожеф Браун, Иштван Прибој, Ференц Хирцер, Арпад Вајс
- Селектор: Ђула Киш[8]

Састав репрезентације Мађарске на 88. утакмици
Ференц Фехер, Карољ Фогл II  35’ (Ференц Заћко  35’), Јожеф Фогл III,  Вилмош Кертес II, Ђула Тот, Золтан Блум, Нандор Паулус, Ђерђ Молнар, Ђерђ Орт, Ференц Хирцер, Арпад Вајс
- Селектор: Ђула Киш[9]

Састав репрезентације Мађарске против репрезентације централне Немачке
Ференц Фехер, Карољ Фогл II, Јожеф Фогл III,  Вилмош Кертес II, Јожеф Сабо, Алајош Швенг, Нандор Паулус, Јожеф Браун, Золтан Опата, Ференц Хирцер, Арпад Вајс
- Селектор: Ђула Киш[10]

## Играчи репрезентације
| - Ференц Хирцер - Карољ Фогл - Михаљ Патаки - Јожеф Браун - Ђерђ Орт - Арпад Вајс |